# Anisodes confinaria
Anisodes confinaria là một loài bướm đêm trong họ Geometridae.